# Wolfgang Weisbrod-Weber
Wolfgang Weisbrod-Weber (* 1955 in Hanau) ist ein ehemaliger hochrangiger Diplomat der Vereinten Nationen. Er war unter anderem Sonderbeauftragter des Generalsekretärs der Vereinten Nationen für deren Mission in der Westsahara sowie stellvertretender UN-Sonderbeauftragter für Afghanistan.

## Laufbahn
Weisbrod-Weber absolvierte sein Studium in Deutschland und Großbritannien. Er wurde an der Freien Universität Berlin promoviert. Weisbrod-Weber trat 1984 in den Dienst der Vereinten Nationen ein und verblieb dort bis zu seiner Zurruhesetzung 2013. Dabei war er nahezu ausschließlich im Bereich friedenssichernder Einsätze tätig und nahm auch an unterschiedlichen UN-Missionen teil. Von 2004 bis 2006 war er Direktor der Abteilung für Europa und Lateinamerika in der Hauptabteilung Friedenssicherungseinsätze (DPKO) des Sekretariats der Vereinten Nationen in New York. Von 2006 bis 2008 war er Chef des Stabes der Integrierten Mission der Vereinten Nationen in Timor-Leste (UNMIT). 2008 war er als Direktor der Abteilung für Asien und Nahost in der Hauptabteilung Friedenssicherungseinsätze erneut im Sekretariat der Vereinten Nationen in New York tätig. In den Jahren 2009 und 2010 war Weisbrod-Weber zweimal stellvertretender Sonderbeauftragter ad interim der Vereinten Nationen für Afghanistan und stellvertretender Leiter der Unterstützungsmission der Vereinten Nationen in Afghanistan (UNAMA). 2012 wurde er von UN-Generalsekretär Ban Ki-moon zum Sonderbeauftragten und Missionsleiter der Mission der Vereinten Nationen für das Referendum in Westsahara (MINURSO) ernannt.

## Positionen
Im Zusammenhang mit der erneuten Machtübernahme der Taliban in Afghanistan im August 2021 sprach sich Weisbrod-Weber grundsätzlich dagegen aus, militärischen Kräften den Aufbau von Staaten zu übertragen. Militärische Friedenseinsätze könnten dann erfolgreich sein, wenn sie politische, wirtschaftliche und gesellschaftliche Prozesse begleiteten. In einem Artikel aus dem Jahr 2011 stellte Weisbrod-Weber verschiedene Hindernisse für eine verbesserte zivil-militärische Zusammenarbeit in Afghanistan fest. Demnach gab es aus seiner Sicht zum damaligen Zeitpunkt ein deutliches Ungleichgewicht zwischen den deutlich umfänglicheren militärischen Einsätzen in Afghanistan und den zivilen Missionen der Vereinten Nationen und anderer Akteure. Zudem erschwerten unterschiedliche Zielsetzungen der militärischen Einsätze und der verschiedenen beteiligten Staaten sowie kulturelle Unterschiede zwischen militärischen und zivilen Akteuren als auch unterschiedliche Zeithorizonte eine Kooperation.

## Privates
Weisbrod-Weber ist verheiratet und hat drei Kinder.